# Youngia diversifolia
Youngia diversifolia là một loài thực vật có hoa trong họ Cúc. Loài này được (Ledeb. ex Spreng.) Ledeb. miêu tả khoa học đầu tiên.